# Ulmerfeld (Herrschaft)
Die Herrschaft Ulmerfeld war eine Grundherrschaft im Viertel ober dem Wienerwald im Erzherzogtum Österreich unter der Enns, dem heutigen Niederösterreich.

## Ausdehnung
Die Herrschaft mit den Gülten Hagberg zu Rosenthal, Krenstetten und Edelsitz Edla umfasste zuletzt die Ortsobrigkeit über Ulmerfeld, Neuhofen, Randegg, Hausmening, Diepersdorf, Oberhembach und Unterhembach, Niederneuhofen, Perbersdorf, Pfosendorf, Rampersdorf, Reicherstorf, Schindau, Allersdorf, Gunersdorf, Spiegelsberg, Galtberg, Pilsing, Grainsdorf, Stain, Amesleithen, Brandstetten, Grueb, Hiesbach, Hörlesberg, Härtling, Kornberg, Greiling, Oberliexing, Scherbling, Oberthal, Trautmannsberg, Buchberg, Graben, St. Leonhard am Wald, Steinholz Steinkeller, Zauch, Haag und Schönbichl. Der Sitz der Verwaltung befand sich im Schloss Ulmerfeld.

## Geschichte
Letzter Inhaber der Allodialherrschaft war Mathias Constantin Capello Graf von Wickenburg–Stechinelli, der Gouverneur des Herzogtums Steiermark, ehe die Herrschaft mit den Reformen 1848/1849 aufgelöst wurde.